# Championnat du monde junior de rugby à XV 2017
Navigation
Championnat du monde junior 2016 Championnat du monde junior 2018
Le championnat du monde junior de rugby à XV 2017 est la dixième édition de cette compétition. Elle a lieu du 31 mai au 18 juin 2017 en Géorgie.

## Équipes participantes et groupes
Les douze équipes nationales juniors qualifiées sont réparties dans les trois groupes suivants :
| Groupe A           | Groupe B             | Groupe C           |
| ------------------ | -------------------- | ------------------ |
| Angleterre -20     | Irlande -20          | Argentine -20      |
| Australie -20      | Nouvelle-Zélande -20 | Afrique du Sud -20 |
| Pays de Galles -20 | Écosse -20           | France -20         |
| Samoa -20          | Italie -20           | Géorgie -20        |

## Stades
| Ville     | Stade           | Capacité     |
| --------- | --------------- | ------------ |
| Tbilissi  | Avchala Stadium | -            |
| Koutaïssi | Aia Arena       | 4 860 places |

## Résultats

### Phase de groupes
- Qualifiés pour les demi-finales : les premiers de chaque groupe et le meilleur deuxième ;
- Participants au classement 5 à 8 : les deux moins bons deuxièmes et les deux meilleurs troisièmes ;
- Participants au classement 9 à 12 : le moins bon troisième et tous les quatrièmes.

#### Groupe A
| Rang | Pays               | J | V | N | D | Bo | Bd | Pm  | Pe  | Diff | Pts |
| ---- | ------------------ | - | - | - | - | -- | -- | --- | --- | ---- | --- |
| 1    | Angleterre -20     | 3 | 3 | 0 | 0 | 2  | 0  | 128 | 58  | +70  | 14  |
| 2    | Australie -20      | 3 | 2 | 0 | 1 | 1  | 1  | 76  | 63  | +13  | 10  |
| 3    | Pays de Galles -20 | 3 | 1 | 0 | 2 | 1  | 1  | 93  | 78  | +15  | 6   |
| 4    | Samoa -20          | 3 | 0 | 0 | 3 | 0  | 1  | 63  | 161 | -98  | 1   |

|  | Qualifié pour les demi-finales       |
|  | Qualifié pour le classement de 5 à 8 |
|  | Classement de 9 à 12                 |

| 31 mai 2017 | Angleterre -20                      | 74 - 17 (43 - 3) | Samoa -20                                          | Avchala Stadium, Tbilissi |
| 31 mai 2017 | Essai(s) : 12 Transformation(s) : 7 | Rapport          | Essai(s) : 2 Transformation(s) : 2 Pénalité(s) : 1 | Avchala Stadium, Tbilissi |
| 31 mai 2017 |                                     | Rapport          |                                                    | Avchala Stadium, Tbilissi |

| 31 mai | Australie -20                                      | 24 - 17 (10 - 7) | Pays de Galles -20                             | Avchala Stadium, Tbilissi |
| 31 mai | Essai(s) : 3 Transformation(s) : 3 Pénalité(s) : 1 | Rapport          | Essai(s) : 2 Transformation(s) : 2 Drop(s) : 1 | Avchala Stadium, Tbilissi |
| 31 mai |                                                    | Rapport          |                                                | Avchala Stadium, Tbilissi |

| 4 juin | Australie -20                                      | 33 - 26 (8 - 10) | Samoa -20                                          | Avchala Stadium, Tbilissi |
| 4 juin | Essai(s) : 4 Transformation(s) : 2 Pénalité(s) : 3 | Rapport          | Essai(s) : 3 Transformation(s) : 1 Pénalité(s) : 3 | Avchala Stadium, Tbilissi |
| 4 juin |                                                    | Rapport          |                                                    | Avchala Stadium, Tbilissi |

| 4 juin | Angleterre -20                                                 | 34 - 22 (24 - 10) | Pays de Galles -20                                 | Avchala Stadium, Tbilissi |
| 4 juin | Essai(s) : 4 Transformation(s) : 4 Pénalité(s) : 1 Drop(s) : 1 | Rapport           | Essai(s) : 3 Transformation(s) : 1 Pénalité(s) : 1 | Avchala Stadium, Tbilissi |
| 4 juin |                                                                | Rapport           |                                                    | Avchala Stadium, Tbilissi |

| 8 juin | Pays de Galles -20 | 54 - 20 | Samoa -20 | Avchala Stadium, Tbilissi |
| 8 juin | Rapport            |         |           | Avchala Stadium, Tbilissi |
| 8 juin |                    |         |           | Avchala Stadium, Tbilissi |

| 8 juin | Angleterre -20 | 20 - 19 | Australie -20 | Avchala Stadium, Tbilissi |
| 8 juin | Rapport        |         |               | Avchala Stadium, Tbilissi |
| 8 juin |                |         |               | Avchala Stadium, Tbilissi |

#### Groupe B
| Rang | Pays                 | J | V | N | D | Bo | Bd | Pm  | Pe  | Diff | Pts |
| ---- | -------------------- | - | - | - | - | -- | -- | --- | --- | ---- | --- |
| 1    | Nouvelle-Zélande -20 | 3 | 3 | 0 | 0 | 3  | 0  | 179 | 49  | +130 | 15  |
| 2    | Écosse -20           | 3 | 2 | 0 | 1 | 1  | 0  | 69  | 86  | -17  | 9   |
| 3    | Italie -20           | 3 | 1 | 0 | 2 | 1  | 1  | 64  | 106 | -42  | 6   |
| 4    | Irlande -20          | 3 | 0 | 0 | 3 | 0  | 2  | 52  | 123 | -71  | 2   |

|  | Qualifié pour les demi-finales       |
|  | Qualifié pour le classement de 5 à 8 |
|  | Classement de 9 à 12                 |

| 31 mai 2017 | Nouvelle-Zélande -20                               | 42 - 20 (19 - 10) | Écosse -20                                         | AIA Arena, Kutaisi |
| 31 mai 2017 | Essai(s) : 6 Transformation(s) : 3 Pénalité(s) : 2 | Rapport           | Essai(s) : 3 Transformation(s) : 1 Pénalité(s) : 1 | AIA Arena, Kutaisi |
| 31 mai 2017 |                                                    | Rapport           |                                                    | AIA Arena, Kutaisi |

| 31 mai | Irlande -20                                        | 21 - 22 (3 - 15) | Italie -20                                     | AIA Arena, Kutaisi |
| 31 mai | Essai(s) : 2 Transformation(s) : 1 Pénalité(s) : 3 | Rapport          | Essai(s) : 3 Transformation(s) : 2 Drop(s) : 1 | AIA Arena, Kutaisi |
| 31 mai |                                                    | Rapport          |                                                | AIA Arena, Kutaisi |

| 4 juin | Irlande -20                                        | 28 - 32 (10 - 12) | Écosse -20                                         | AIA Arena, Kutaisi |
| 4 juin | Essai(s) : 3 Transformation(s) : 2 Pénalité(s) : 3 | Rapport           | Essai(s) : 5 Transformation(s) : 2 Pénalité(s) : 1 | AIA Arena, Kutaisi |
| 4 juin |                                                    | Rapport           |                                                    | AIA Arena, Kutaisi |

| 4 juin | Nouvelle-Zélande -20                               | 68 - 26 (39 - 21) | Italie -20                         | AIA Arena, Kutaisi |
| 4 juin | Essai(s) : 9 Transformation(s) : 7 Pénalité(s) : 3 | Rapport           | Essai(s) : 4 Transformation(s) : 3 | AIA Arena, Kutaisi |
| 4 juin |                                                    | Rapport           |                                    | AIA Arena, Kutaisi |

| 8 juin | Écosse -20 | 17 - 16 | Italie -20 | AIA Arena, Kutaisi |
| 8 juin | Rapport    |         |            | AIA Arena, Kutaisi |
| 8 juin |            |         |            | AIA Arena, Kutaisi |

| 8 juin | Irlande -20 | 3 - 69 | Nouvelle-Zélande -20 | AIA Arena, Kutaisi |
| 8 juin | Rapport     |        |                      | AIA Arena, Kutaisi |
| 8 juin |             |        |                      | AIA Arena, Kutaisi |

#### Groupe C
| Rang | Pays               | J | V | N | D | Bo | Bd | Pm  | Pe  | Diff | Pts |
| ---- | ------------------ | - | - | - | - | -- | -- | --- | --- | ---- | --- |
| 1    | Afrique du Sud -20 | 3 | 2 | 1 | 0 | 2  | 0  | 133 | 51  | +82  | 12  |
| 2    | France -20         | 3 | 2 | 1 | 0 | 1  | 0  | 103 | 48  | +55  | 11  |
| 3    | Argentine -20      | 3 | 1 | 0 | 2 | 1  | 1  | 76  | 124 | -48  | 6   |
| 4    | Géorgie -20        | 3 | 0 | 0 | 3 | 0  | 0  | 40  | 129 | -89  | 0   |

|  | Qualifié pour les demi-finales       |
|  | Qualifié pour le classement de 5 à 8 |
|  | Classement de 9 à 12                 |

| 31 mai 2017 | Argentine -20                                      | 37 - 26 (17 - 12) | Géorgie -20                                        | Avchala Stadium, Tbilissi |
| 31 mai 2017 | Essai(s) : 5 Transformation(s) : 3 Pénalité(s) : 2 | Rapport           | Essai(s) : 2 Transformation(s) : 2 Pénalité(s) : 4 | Avchala Stadium, Tbilissi |
| 31 mai 2017 |                                                    | Rapport           |                                                    | Avchala Stadium, Tbilissi |

| 31 mai | Afrique du Sud -20                                 | 23 - 23 (10 - 12) | France -20                                     | Avchala Stadium, Tbilissi |
| 31 mai | Essai(s) : 2 Transformation(s) : 2 Pénalité(s) : 3 | Rapport           | Essai(s) : 3 Transformation(s) : 1 Drop(s) : 2 | Avchala Stadium, Tbilissi |
| 31 mai |                                                    | Rapport           |                                                | Avchala Stadium, Tbilissi |

| 4 juin | Argentine -20 | 25 - 26 (7 - 3) | France -20                                                                                              | Avchala Stadium, Tbilissi |
| 4 juin | Essai(s) : Daireaux (2) et Oviedo Transformation(s) : Carreras et Daireaux Pénalité(s) : Albornoz Drop(s) : Albornoz | Rapport         | Essai(s) : Ngandebe, Mauvaka et Boniface Transformation(s) : Arrate Pénalité(s) : Arrate et Ntamack (2) | Avchala Stadium, Tbilissi |
| 4 juin | | Rapport         | | Avchala Stadium, Tbilissi |

| 4 juin | Afrique du Sud -20                 | 38 - 14 (19 - 7) | Géorgie -20                        | Avchala Stadium, Tbilissi |
| 4 juin | Essai(s) : 6 Transformation(s) : 4 | Rapport          | Essai(s) : 2 Transformation(s) : 2 | Avchala Stadium, Tbilissi |
| 4 juin |                                    | Rapport          |                                    | Avchala Stadium, Tbilissi |

| 8 juin | Argentine -20 | 14 - 72 | Afrique du Sud -20 | Avchala Stadium, Tbilissi |
| 8 juin | Rapport       |         |                    | Avchala Stadium, Tbilissi |
| 8 juin |               |         |                    | Avchala Stadium, Tbilissi |

| 8 juin | France -20 | 54 - 0 | Géorgie -20 | Avchala Stadium, Tbilissi |
| 8 juin | Rapport    |        |             | Avchala Stadium, Tbilissi |
| 8 juin |            |        |             | Avchala Stadium, Tbilissi |

#### Classement phase de groupes
| Rang | Équipe               | RG  | Pts | Diff |
| ---- | -------------------- | --- | --- | ---- |
| 1    | Nouvelle-Zélande -20 | 1er | 15  | 130  |
| 2    | Angleterre -20       | 1er | 14  | 70   |
| 3    | Afrique du Sud -20   | 1er | 12  | 82   |
| 4    | France -20           | 2e  | 11  | 55   |
| 5    | Australie -20        | 2e  | 10  | 13   |
| 6    | Écosse -20           | 2e  | 9   | -17  |
| 7    | Pays de Galles -20   | 3e  | 6   | 15   |
| 8    | Italie -20           | 3e  | 6   | -42  |
| 9    | Argentine -20        | 3e  | 6   | -48  |
| 10   | Irlande -20          | 4e  | 2   | -71  |
| 11   | Samoa -20            | 4e  | 1   | -98  |
| 12   | Géorgie -20          | 4e  | 0   | -89  |

### Tableau final

#### Classement 9 à 12
|  | Tour de classement                           | Tour de classement                           |               |    | Neuvième place                               | Neuvième place                               |
|  | Tour de classement                           | Tour de classement                           |               |    | Neuvième place                               | Neuvième place                               |
|  |                                              |                                              |               |    |                                              |                                              |
|  | le 13 juin 2017 au Avchala Stadium, Tbilissi | le 13 juin 2017 au Avchala Stadium, Tbilissi |               |    | le 18 juin 2017 au Avchala Stadium, Tbilissi | le 18 juin 2017 au Avchala Stadium, Tbilissi |
|  | le 13 juin 2017 au Avchala Stadium, Tbilissi | le 13 juin 2017 au Avchala Stadium, Tbilissi |               |    | le 18 juin 2017 au Avchala Stadium, Tbilissi | le 18 juin 2017 au Avchala Stadium, Tbilissi |
|  | Irlande -20                                  | 52                                           |               |    | le 18 juin 2017 au Avchala Stadium, Tbilissi | le 18 juin 2017 au Avchala Stadium, Tbilissi |
|  | Irlande -20                                  | 52                                           |               |    | le 18 juin 2017 au Avchala Stadium, Tbilissi | le 18 juin 2017 au Avchala Stadium, Tbilissi |
|  | Samoa -20                                    | 26                                           |               |    | le 18 juin 2017 au Avchala Stadium, Tbilissi | le 18 juin 2017 au Avchala Stadium, Tbilissi |
|  | Samoa -20                                    | 26                                           | Irlande -20   | 24 |                                              |                                              |
|  | le 13 juin 2017 au Avchala Stadium, Tbilissi |                                              | Irlande -20   | 24 |                                              |                                              |
|  |                                              | Géorgie -20                                  | 18            |    |                                              |                                              |
|  | Argentine -20                                | Géorgie -20                                  | 18            | 25 |                                              |                                              |
|  | Argentine -20                                |                                              |               | 25 |                                              |                                              |
|  | Géorgie -20                                  | 26                                           |               |    |                                              |                                              |
|  | Géorgie -20                                  | 26                                           | Onzième place |    |                                              |                                              |
|  |                                              |                                              |               |    |                                              |                                              |
|  | le 18 juin 2017 au Avchala Stadium, Tbilissi |                                              |               |    |                                              |                                              |
|  |                                              |                                              |               |    |                                              |                                              |
|  | Samoa -20                                    | 42                                           |               |    |                                              |                                              |
|  | Samoa -20                                    | 42                                           |               |    |                                              |                                              |
|  | Argentine -20                                | 53                                           |               |    |                                              |                                              |
|  | Argentine -20                                | 53                                           |               |    |                                              |                                              |

#### Classement 5 à 8
|  | Tour de classement                                | Tour de classement                                |                |    | Cinquième place                                   | Cinquième place                                   |
|  | Tour de classement                                | Tour de classement                                |                |    | Cinquième place                                   | Cinquième place                                   |
|  |                                                   |                                                   |                |    |                                                   |                                                   |
|  | le 13 juin 2017 au Stade Mikheil-Meskhi, Tbilissi | le 13 juin 2017 au Stade Mikheil-Meskhi, Tbilissi |                |    | le 18 juin 2017 au Stade Mikheil-Meskhi, Tbilissi | le 18 juin 2017 au Stade Mikheil-Meskhi, Tbilissi |
|  | le 13 juin 2017 au Stade Mikheil-Meskhi, Tbilissi | le 13 juin 2017 au Stade Mikheil-Meskhi, Tbilissi |                |    | le 18 juin 2017 au Stade Mikheil-Meskhi, Tbilissi | le 18 juin 2017 au Stade Mikheil-Meskhi, Tbilissi |
|  | Australie -20                                     | 42                                                |                |    | le 18 juin 2017 au Stade Mikheil-Meskhi, Tbilissi | le 18 juin 2017 au Stade Mikheil-Meskhi, Tbilissi |
|  | Australie -20                                     | 42                                                |                |    | le 18 juin 2017 au Stade Mikheil-Meskhi, Tbilissi | le 18 juin 2017 au Stade Mikheil-Meskhi, Tbilissi |
|  | Italie -20                                        | 19                                                |                |    | le 18 juin 2017 au Stade Mikheil-Meskhi, Tbilissi | le 18 juin 2017 au Stade Mikheil-Meskhi, Tbilissi |
|  | Italie -20                                        | 19                                                | Australie -20  | 17 |                                                   |                                                   |
|  | le 13 juin 2017 au Avchala Stadium, Tbilissi      |                                                   | Australie -20  | 17 |                                                   |                                                   |
|  |                                                   | Écosse -20                                        | 24             |    |                                                   |                                                   |
|  | Écosse -20                                        | Écosse -20                                        | 24             | 29 |                                                   |                                                   |
|  | Écosse -20                                        |                                                   |                | 29 |                                                   |                                                   |
|  | Pays de Galles -20                                | 25                                                |                |    |                                                   |                                                   |
|  | Pays de Galles -20                                | 25                                                | Septième place |    |                                                   |                                                   |
|  |                                                   |                                                   |                |    |                                                   |                                                   |
|  | le 18 juin 2017 au Avchala Stadium, Tbilissi      |                                                   |                |    |                                                   |                                                   |
|  |                                                   |                                                   |                |    |                                                   |                                                   |
|  | Italie -20                                        | 24                                                |                |    |                                                   |                                                   |
|  | Italie -20                                        | 24                                                |                |    |                                                   |                                                   |
|  | Pays de Galles -20                                | 25                                                |                |    |                                                   |                                                   |
|  | Pays de Galles -20                                | 25                                                |                |    |                                                   |                                                   |

#### Classement 1 à 4
|  | Demi-finales                                      | Demi-finales                                      |                        |    | Finale                                            | Finale                                            |
|  | Demi-finales                                      | Demi-finales                                      |                        |    | Finale                                            | Finale                                            |
|  |                                                   |                                                   |                        |    |                                                   |                                                   |
|  | le 13 juin 2017 au Stade Mikheil-Meskhi, Tbilissi | le 13 juin 2017 au Stade Mikheil-Meskhi, Tbilissi |                        |    | le 18 juin 2017 au Stade Mikheil-Meskhi, Tbilissi | le 18 juin 2017 au Stade Mikheil-Meskhi, Tbilissi |
|  | le 13 juin 2017 au Stade Mikheil-Meskhi, Tbilissi | le 13 juin 2017 au Stade Mikheil-Meskhi, Tbilissi |                        |    | le 18 juin 2017 au Stade Mikheil-Meskhi, Tbilissi | le 18 juin 2017 au Stade Mikheil-Meskhi, Tbilissi |
|  | Angleterre -20                                    | 24                                                |                        |    | le 18 juin 2017 au Stade Mikheil-Meskhi, Tbilissi | le 18 juin 2017 au Stade Mikheil-Meskhi, Tbilissi |
|  | Angleterre -20                                    | 24                                                |                        |    | le 18 juin 2017 au Stade Mikheil-Meskhi, Tbilissi | le 18 juin 2017 au Stade Mikheil-Meskhi, Tbilissi |
|  | Afrique du Sud -20                                | 22                                                |                        |    | le 18 juin 2017 au Stade Mikheil-Meskhi, Tbilissi | le 18 juin 2017 au Stade Mikheil-Meskhi, Tbilissi |
|  | Afrique du Sud -20                                | 22                                                | Angleterre -20         | 17 |                                                   |                                                   |
|  | le 13 juin 2017 au Stade Mikheil-Meskhi, Tbilissi |                                                   | Angleterre -20         | 17 |                                                   |                                                   |
|  |                                                   | Nouvelle-Zélande -20                              | 64                     |    |                                                   |                                                   |
|  | Nouvelle-Zélande -20                              | Nouvelle-Zélande -20                              | 64                     | 39 |                                                   |                                                   |
|  | Nouvelle-Zélande -20                              |                                                   |                        | 39 |                                                   |                                                   |
|  | France -20                                        | 26                                                |                        |    |                                                   |                                                   |
|  | France -20                                        | 26                                                | Match pour la 3e place |    |                                                   |                                                   |
|  |                                                   |                                                   |                        |    |                                                   |                                                   |
|  | le 18 juin 2017 au Stade Mikheil-Meskhi, Tbilissi |                                                   |                        |    |                                                   |                                                   |
|  |                                                   |                                                   |                        |    |                                                   |                                                   |
|  | Afrique du Sud -20                                | 37                                                |                        |    |                                                   |                                                   |
|  | Afrique du Sud -20                                | 37                                                |                        |    |                                                   |                                                   |
|  | France -20                                        | 15                                                |                        |    |                                                   |                                                   |
|  | France -20                                        | 15                                                |                        |    |                                                   |                                                   |

#### Classement final
| Rang | Équipe               |
| ---- | -------------------- |
| 1    | Nouvelle-Zélande -20 |
| 2    | Angleterre -20 (T)   |
| 3    | Afrique du Sud -20   |
| 4    | France -20           |
| 5    | Écosse -20           |
| 6    | Australie -20        |
| 7    | Pays de Galles -20   |
| 8    | Italie -20           |
| 9    | Irlande -20          |
| 10   | Géorgie -20          |
| 11   | Argentine -20        |
| 12   | Samoa -20            |

|  | Relégué en Trophée mondial de rugby à XV des moins de 20 ans |